# Stephan El Shaarawy
Stephan El Shaarawy (arapski ستيفان الشعراوي) (Savona, 27. listopada 1992.), profesionalni talijanski nogometaš koji trenutno igra za Romu.
U 2012. El Shaarawy je proglašen 52. u listi The 100 best footballers in the world koju je napravio Guardian.
El Shaarawy je trenutačno član talijanske nogometne reprezentacije i talijanske do 21 reprezentacije, dosada je već nastupao i za talijansku do 17 reprezentaciju i reprezentaciju do 19 godina. Svoj debi za seniorsku reprezentaciju ostvario je u kolovozu 2012. u prijateljskom ogledu protiv Engleske. Tri mjeseca poslije svog debija, ostvario je i prvijenac za seniorsku reprezentaciju u prijateljskoj utakmici protiv Francuske u studenom 2012.

## Klupska karijera

### Početci karijere
U dobi od trinaest godina, El Shaarawy je započeo svoju karijeru u Serie A klubu Genoi.

### Genoa
21. prosinca 2008. u dobi od 16 godina i 55 dana, postigao je svoj debi za klub, odigravši deset minuta u gostujućoj ligaškoj utakmici protiv Chieva i tako je postao četvrti najmlađi igrač u povijesti Serie A. To je ujedno bio i njegov jedini nastup te sezone unatoč tome što je više puta stavljan u pričuvu.

### Padova
U lipnju 2010. posuđen je Padovi za sezonu 2010./2011. U Padovi je ubrzo postao ključan igrač, pomogao je ekipi u probijanju do doigravanja za prolazak u Serie A. U finalu doigravanja su izgubili od Novare.

### Milan
25. lipnja 2011. El Shaarawy je potpisao za Serie A velikana Milan. 18. rujna 2011. postigao je svoj debi za Milan. Tri dana kasnije, u igru ulazi kao zamjena za ozljeđenog Pata postiže svoj prvi gol za klub kojim je spasio ekipu Milana od poraza protiv Udinesea. Tijekom njegovih prvih šest mjeseci u Milanu, ukupno je skupio sedam nastupa (ukupno 175 minuta odigranih) koje je dovelo do pitanja hoće li El Shaarawy biti poslan na posudbu kako bi mogao skupiti više minuta na terenu što bi pomoglo njegovom razvoju. Ali nakraju je donesena odluka između Gallianija (direktora Milana), Allegrija (trenera Milana) i El Shaarawya da će ostati u klubu u bliskoj budućnosti. Tada su se njegovi nastupi za Milan poboljšali što je dovelo do toga da on postane jedan od najcjenjenijih mladih igrača u Italiji. El Shaarawy je asistirao Robinhu u pobjedi od 3:0 protiv Cesene u Serie A, što je ujedno bila i njegova prva asistencija u bojama Rossonera. 8. veljače 2012. El Shaarawy je zabio gol u ogledu protiv Juventusa kojeg je ekipa Milana izgubila rezultatom 1:2. 25. srpnja 2012. El Shaarawy je produžio ugovor s Milanom do 2017. godine. 3. listopada 2012. zabio je svoj prvi pogodak u Ligi prvaka protiv Zenita u dobi od 19 godina i 342 dana, čime je postao Milanov najmlađi igrač koji je zabio u Ligi prvaka. Sezonu 2012./13. je započeo odlično, iskazao se s par važnih golova napočetku sezone čime se pokazao kao odlična zamjena za Zlatan Ibrahimovića koji je prodan tijekom ljeta 2012. Zabio je dva gola Napoliju u utakmici koja je završila 2:2 i tako je opet spasio ekipu Milana od poraza. Svoju vrhunsku formu nastavio je zabijanjem još dva gola u ogledu protiv Catanije koji je završio 1:3 u korist ekipe Milana. Zabio je još jedan gol u pobjedi od 4:2 protiv ekipe Torina i još jedan u pobjedi od 4:1 protiv Pescare čime je pomagao Milanu u ostvarenju 4 pobjede zaredom i podizanju na ligaškoj tablici. Završio je polusezonu lige kao vodeći strijelac s 14 golova i kao Milanov vodeći strijelac u svim natjecanjima sa 16 golova. 20. veljače 2013. u domaćem ogledu protiv Barcelone u osmini finala Lige prvaka koji je završio pobjedom Milana 2:0, El Shaarawy je napravio savršenu asistenciju tako što je prebacio Dani Alvesa a suigrač Muntari je lako matirao golmana Valdesa poluvolejem. 1. ožujka 2013. El Shaarawy je produžio ugovor s Milanom, čime će ostati Rossonero do 2018.

### Monaco
13. srpnja 2015. Shaarawy je potpisao jednogodišnju posudbu iz Milana u Monaco.

## Reprezentativna karijera
El Shaarawy je bio kvalificiran igrati za Egipat, ali ga je odbio tadašnji izbornik Hassan Shehata izjavljujući da "nije pristojno igrati u stranim ligama i igrati za reprezentaciju." Nakon toga je El Shaarawy odlučio igrati za talijansku reprezentaciju do 17, sudjelovao je na Europskom i Svjetskom prvenstvu 2009. godine. Svoj debi za talijansku reprezentaciju do 21 ostvario je 15. studenog 2011. u kvalifikacijskom meču protiv reprezentacije Mađarske. 15. kolovoza 2012. ostvario je svoj debi za seniorsku nogometnu reprezentaciju u utakmici protiv Engleske. Svoj privijenac za seniorsku nogometnu reprezentaciju postigao je 14. studenog 2012. u prijateljskoj utakmici protiv Francuske. Talijanski nogometni izbornik objavio je u svibnju 2016. popis za nastup na Europskom prvenstvu u Francuskoj, na kojem se nalazi El Shaarawy.

## Stil igre
Otkako se probio u prvi plan u sezoni 2012./13. smatraju ga potencijalnim igračem svjetske klase. Primarno igra lijevo krilo, ali također može igrati i kao ofenzivni vezni ili centralni napadač. Poznat je po izvanrendnom driblingu i tehnici. Udarcima izvan šesnaesterca pokazao je snagu koju ima u nogama. Također je i iznadprosječan dodavač i stvara slobodan prostor vještim prvim dodirom. Njegov stil igre uspoređuju sa stilom Cristiana Ronalda, dobitnika nagrade za FIFA-inog nogometaša godine. Sam El Shaarawy vjeruje da je on mješavina Robinha i Pata, jer je njegov stil igre sličan stilu dvojice spomenutih Brazilaca. Kao svog uzora naveo je bivšeg Milanovog igrača, Kaku. Legenda Rossonera, Jose Altafini, usporedio je mladog talijanca s brazilskom zvijezdom Neymarom i četverostrukim osvajačem FIFA-ine zlatne lopte, Messijem: "El Shaarawy me podsjeća na Neymara i Messija. Oni imaju nizak centar gravitacije. Igraju loptom zalijepljenom za njihova stopala. On je već dokazao da je dobar igrač." Kevin-Prince Boateng, njegov suigrač, izjavio je da El Shaarawy može popuniti prazninu na San Siru koja je nastala nakon odlaska Zlatana Ibrahimovića.

## Sponzorstvo
2012. El Shaarawy je potpisao sponzorski ugovor s američkom sportskom tvrtkom Nike. Pojavio se u reklami za nove kopačke Nike Green Speed II zajedno s Mariom Gotzeom, Eden Hazardom, Raheem Sterlingom, Christian Eriksenom i Theo Walcottom.

## Statistika

### Klupska statistika
Podaci ažurirani 31. ožujka 2013.
| Klub            | Sezona          | Liga    | Liga   | Kup     | Kup    | Europa1 | Europa1 | Ukupno  | Ukupno |
| Klub            | Sezona          | Nastupi | Golovi | Nastupi | Golovi | Nastupi | Golovi  | Nastupi | Golovi |
| --------------- | --------------- | ------- | ------ | ------- | ------ | ------- | ------- | ------- | ------ |
| Genoa           | 2008./09.       | 1       | 0      | 0       | 0      | —       | —       | 1       | 0      |
| Genoa           | 2009./10.       | 2       | 0      | 0       | 0      | 0       | 0       | 2       | 0      |
| Genoa           | Ukupno          | 3       | 0      | 0       | 0      | 0       | 0       | 3       | 0      |
| Padova          | 2010./11.       | 29      | 9      | 1       | 0      | —       | —       | 30      | 9      |
| Padova          | Ukupno          | 29      | 9      | 1       | 0      | —\|     | —\|     | 30      | 9      |
| Milan           | 2011./12.       | 22      | 2      | 4       | 2      | 2       | 0       | 28      | 4      |
| Milan           | 2012./13.       | 29      | 16     | 2       | 1      | 8       | 2       | 39      | 19     |
| Milan           | Ukupno          | 51      | 18     | 10      | 2      | 8       | 2       | 67      | 23     |
| Karijera ukupno | Karijera ukupno | 82      | 27     | 7       | 3      | 10      | 2       | 100     | 32     |

1Europska natjecanja uključuju UEFA Ligu prvaka i UEFA Europsku ligu.

### Reprezentativna statistika
Podaci ažurirani 31. ožujka 2013.
| Italija | 2012.  | 3 | 1 |
| Italija | 2013.  | 2 | 0 |
| Ukupno  | Ukupno | 6 | 1 |

### Reprezentativni golovi
| #  | Datum              | Stadion                     | Protivnik | Gol | Rezultat | Natjecanje   |
| -- | ------------------ | --------------------------- | --------- | --- | -------- | ------------ |
| 1. | 14. studenog 2012. | Stadio Ennio Tardini, Parma | Francuska | 1–0 | 1–2      | prijateljska |

## Priznanja

### Klupska
A.C. Milan
- Supercoppa Italiana: 2011.

### Pojedinačno
- Igrač godine Serie B: 2011.

## Vanjski izvori
- Profil na Milanovoj službenoj stranici